# Calconiscellus gottscheensis
Calconiscellus gottscheensis is een pissebed uit de familie Trichoniscidae. De wetenschappelijke naam van de soort is voor het eerst geldig gepubliceerd in 1927 door Verhoeff.